# Semen
El semen (del latín semen) o simiente es el conjunto de espermatozoides (esperma, del latín sperma, y este del griego σπέρμα sperma, ‘semilla’) y sustancias fluidas que se producen en el aparato reproductor masculino de todos los animales, entre ellos la especie humana. El semen es un líquido con textura viscosa y blanquecino que es expulsado a través de la uretra durante la eyaculación. Está compuesto por espermatozoides y plasma seminal que se forma por el aporte de los testículos, el epidídimo, las vesículas seminales, la próstata, las glándulas de Cowper, las glándulas de Littre y los vasos deferentes.

## Calidad del semen

### Espermatobioscopía
También conocido como espermiograma, espermograma, espermatograma o seminograma, es el estudio de la calidad de una muestra de esperma. Los parámetros que se evalúan en la espermatobioscopía son: el volumen de la muestra, el número de espermatozoides que contiene cada mililitro de semen y el porcentaje de ellos que presentan movilidad. Según la Organización Mundial de la Salud (OMS, 1999), la calidad puede ser muy buena (tipo A), buena (tipo B), in situ (tipo C) y muy mala (los que no se mueven, tipo D). También se evalúa el porcentaje de espermatozoides cuya forma es «normal» (debe ser mayor del 14 por ciento, según Thinus Kruger, 1984) y el número total de espermatozoides móviles útiles. Debe considerarse que las muestras fluctúan en un rango que varía en función de diferencias individuales, del tiempo de abstinencia y de detalles finos en la recolección, así como del intervalo transcurrido entre la obtención y el procesamiento de la muestra. Los anteriores factores pueden hacer variar los resultados. Nunca se deberá establecer un diagnóstico con la evaluación de una sola muestra. Son necesarias cuando menos dos o tres más para establecer un diagnóstico certero.
En algunos casos, cuando se ha demostrado alguna anomalía, existen pruebas especiales que permiten profundizar en el funcionamiento espermático, tales como la reacción acrosomal o reacción acrosómica, la prueba de supervivencia espermática y la de penetración en ovocitos de hámster.

### Características del semen humano
- El volumen promedio de semen de una eyaculación es de 1,5 a 4 mililitros, con un máximo de 5 ml tras un periodo de abstinencia de 3 a 7 días.[8] Depende mucho de la abstinencia sexual previa y del nivel de excitación durante la actividad sexual.
- El cuerpo humano elimina por sí mismo el semen almacenado que no se evacúa mediante la estimulación de los genitales (masturbación). Si no se eyacula durante un tiempo, suelen producirse poluciones nocturnas.
- El color del semen es normalmente blanco pálido o blanco lechoso o levemente amarillento, por las flavinas provenientes de la vesícula seminal. Si el líquido eyaculado presenta un color anaranjado o rojizo, es posible que contenga sangre, signo que se conoce como hematospermia, que puede indicar un trastorno urológico.
- El semen suele tener una consistencia de coágulo, debido a la facilidad de solidificación que posee gracias al fosfato de espermina y otras proteínas similares al fibrinógeno. Es frecuente la aparición de grumos más sólidos, pero ello no es indicativo de ninguna clase de problemas.
- El olor es peculiar y variable en cada individuo, en función de múltiples factores. Se trata de características que incluyen un fuerte componente subjetivo y emocional. Para algunas personas es desagradable y para otras es excitante. Algunas personas reconocen un leve sabor dulce y afrutado, debido a las proteínas alcalinas. El aroma puede ser muy intenso.
- El pH del semen es de alrededor de 7,5 por lo que se considera que es alcalino. Esta ligera alcalinidad favorece a los espermatozoides cuando se encuentran en la vagina, donde el pH es ácido. Sin embargo, no todas las fracciones que componen el semen son alcalinas.
- Menos del 10 % del volumen del semen de una eyaculación corresponde a los espermatozoides, por lo tanto, más del 90 % del volumen del semen de una eyaculación corresponde al líquido seminal.
- La densidad normal de los espermatozoides en el semen varía de 15 a 150 millones por mililitro, por lo que cada eyaculación contiene entre 39 a 400 millones.[8]
- En el semen existe una gran cantidad de bacterias que conforman la microbiota seminal. En este microbioma humano, las especies más abundantes son Lactobacillus iners, Lactobacillus crispatus, Gardnerella vaginalis y Corynebacterium seminale.[9] No obstante, el microbioma seminal, al igual que otros microbiomas humanos, es altamente personalizado: es decir, que la caracterización de las especies va a depender de cada persona, en cada contexto biogeográfico y ecológico temporal.[10]

Según la OMS, en 2010 los criterios con los que tiene que cumplir un semen para que este sea considerado de buena calidad son:
- Volumen de semen entre 1,5 y 6 ml por eyaculación.
- Rango promedio de pH entre 7,2 y 8,2.
- Una concentración de 15 millones de spz/ml o más, o 39 millones del total eyaculado o más.
- Desde el punto de vista de la movilidad más del 32 % de ellos tienen que presentar una movilidad progresiva.
- En lo que respecta a la morfología, como mínimo el 4 % de los espermatozoides tiene que tener una morfología normal.

Para que se produzca la fecundación del óvulo, el semen debe contener más de 20 millones de espermatozoides por mililitro.
- El semen contiene algunas otras células, desprendidas del epitelio de los conductos excretores y de la uretra, o bien procedentes del sistema inmunitario, como los linfocitos.
- En caso de infección del organismo, el semen puede llegar a contener altas concentraciones de virus o gérmenes como, por ejemplo, el VIH (que provoca el sida), por lo que el método de protección más efectivo es el de barrera (profiláctico o preservativo).[11]

Debido a la composición del semen, en condiciones adecuadas, los espermatozoides pueden permanecer vivos fuera del organismo durante varios días. También sobreviven durante cierto tiempo en los conductos excretores después de la muerte. Se han llegado a encontrar gametos masculinos vivos en la trompa de Falopio y en el útero de la mujer varios días después del coito. Pueden almacenarse en estado congelado con nitrógeno líquido durante meses o años, ya que mantienen su capacidad fertilizante tras la congelación o criopreservación. Debido a esta última característica, es posible la inseminación artificial y la fecundación in vitro con semen congelado o crioconservado. Muchas personas con cáncer testicular han podido tener descendencia posteriormente, criopreservando su semen antes del tratamiento.

#### Composición del semen
Menos de un 10 % del volumen del semen de una eyaculación corresponde a los espermatozoides, y más del 90 % al plasma seminal. La densidad de espermatozoides en el semen varía de 15 a 150 millones por mililitro, por lo que cada eyaculación contiene entre 39 y 400 millones de ellos. 
Las vesículas seminales aportan entre el 40 y el 60 % del volumen del semen y sus secreciones contienen principalmente:
- fructosa
- semenogelina[13]
- prostaglandinas (E2, A, B)[14]
- aminoácidos
- fósforo
- potasio
- ácido fólico
- hormonas

La próstata aporta del 15 al 30 % del plasma seminal, con un líquido rico en:
- ácido cítrico[15]
- colesterol
- fosfolípidos
- carnitina
- fosfatasa alcalina[15]
- calcio, zinc, magnesio, sodio y potasio[15]
- cloro
- enzimas para la separación de las proteínas: fibrolisina (una enzima que reduce la sangre y las fibras del tejido) y fibrinogenasa, principalmente.

El último elemento que se agrega al semen es un fluido que secretan las glándulas bulbouretrales (de Cowper) y periuretrales (de Littre):
- Las glándulas bulbouretrales están ubicadas bajo la próstata y aportan la secreción mucosa al semen,[16] que representan del 3 % al 6 % del semen. Segregan una proteína espesa, clara y lubricante conocida como líquido preseminal.
- Las glándulas uretrales contribuyen con mucosa y la hormona oxitocina.[17]

### Factores que reducen la calidad del semen
La baja calidad del semen es un factor para la infertilidad masculina y se define por varios factores relacionados con los espermatozoides como la oligospermia (baja concentración), la astenozoospermia (baja motilidad) y la teratozoospermia (pobre morfología). Asimismo, el aumento de la fragmentación del ADN espermático puede causar infertilidad conyugal, aborto espontáneo recurrente y afectar la tasa de éxito de la tecnología de reproducción asistida.
Un estudio del 2017 concluyó que un patrón dietético saludable parece estar asociado con un nivel elevado de concentración de esperma. En ese estudio se definió una alimentación saludable como una caracterizada por un alto consumo de hortalizas, legumbres, frutas, granos enteros, aceite de oliva y pescado. Una alimentación no saludable se caracteriza por un alto consumo de carnes rojas y lácteos, margarina, mayonesa, azúcares, granos refinados, mantequilla, grasas saturadas y un bajo consumo de verduras y frutas.
El hábito de fumar cigarrillos también reduce la calidad del semen al impactar en la morfología y viabilidad de los espermatozoides al reducir la expresión de la enzima CHEK1 generando daño en el ADN y apoptosis de los gametos masculinos. Asimismo, en función a la dosis de dependencia también afecta la motilidad, concentración y volumen del esperma. En otro estudio publicado el 2019 el fumar tabaco se asoció con un recuento de espermatozoides más bajo y un aumento en el número de defectos morfológicos de los espermatozoides.
El consumo de alcohol también impacta en el volumen y concentración del semen. En un estudio con 323 hombres realizado entre septiembre de 2014 y diciembre de 2016 en Italia, los resultados publicados en 2018 mostraron que los hombres que consumían menos de tres unidades de alcohol por semana tenían una mejor calidad de semen respecto a los hombres que consumían de 4 a 7 unidades en los dos parámetros mencionados: volumen y concentración.
Alteraciones en las funciones de la glándula tiroides también afectan la calidad del semen. El hipotiroidismo se asocia con la teratozoospermia mientras que el hipertiroidismo con la astenozoospermia, la oligospermia y la teratospermia.
Por último, la edad es un factor determinante en la calidad del semen. La mejor calidad del esperma suele aparecer en torno a los 20 años, mientras que a partir de los 40-50 años disminuye. Es por ello que las clínicas de reproducción asistida no aceptan donantes de esperma mayores de 50 años.
Hoy en día no se conocen métodos para mejorar la calidad del semen. Sin embargo, la ingesta de antioxidantes puede suponer un breve beneficio.

## Edad de producción del semen humano
El semen comienza a producirse a partir de la pubertad y tiene las características del adulto a partir de los 9-14 años en la mayoría de los adolescentes. La cantidad producida aumenta con la edad hasta un nivel máximo que depende de cada individuo, luego disminuye a medida que el varón envejece. No obstante, se producen semen y espermatozoides durante toda la vida adulta del varón.

## Lugares de formación del semen

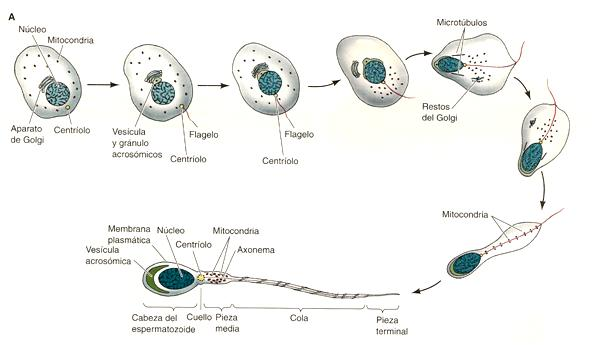
Proceso de espermatogénesis que se lleva a cabo en los túbulos seminiferos y epidídimo.

Los lugares donde se forma el semen son:
- Túbulos seminíferos de los testículos: aquí se forman los espermatozoides durante un proceso que se llama espermatogénesis, influido por una hormona llamada testosterona y por la hormona estimulante del folículo. Al principio, los espermatozoides carecen de movilidad y avanzan gracias a los movimientos peristálticos de estos túbulos. Pero, según van avanzando, se van diferenciando y adquieren movilidad.
- Epidídimo: aquí los espermatozoides son retenidos durante mucho tiempo (10 a 14 días), recorriendo su trayecto impulsados por las contracciones peristálticas del músculo liso de la pared de este conducto. En el epidídimo los espermatozoides aumentan su capacidad fertilizante. Es el lugar principal de almacenamiento de los gametos masculinos.
- Vesículas seminales: producen una densa secreción que contribuye de manera muy importante al volumen del eyaculado, que oscila entre el 46 % y el 80 %, siendo ésta la última parte del semen en salir en una eyaculación. Esta secreción es rica en fructosa, que es el azúcar principal del semen y proporciona los hidratos de carbono utilizados como fuente de energía de los espermatozoides móviles. También contiene pequeñas cantidades de un pigmento amarillo, flavinas en su mayor parte, que aportan al semen una fuerte fluorescencia a la luz ultravioleta, que tiene mucho interés en medicina legal para la detección de manchas de semen en una violación.
- Próstata: Aporta la segunda parte del contenido del semen en una cantidad abundante que oscila entre el 13 % y el 33 % del volumen total del eyaculado. El líquido prostático es rico en enzimas (fosfatasas) y en ácido cítrico. La próstata produce el fosfato de espermina, un compuesto poliamínico presente en cantidad abundante en el semen humano. Cuando el semen se enfría y comienza a secarse, esta sustancia forma los cristales de Böttcher.
- glándulas de Cowper, actualmente conocidas como glándulas bulbouretrales, que secretan un líquido lubricante al semen, poco abundante pero rico en mucoproteínas, siendo la primera parte del eyaculado. Facilitan la lubricación de la uretra que recorre el pene para el paso del semen a gran velocidad hacia el exterior, gracias a la contracción de los músculos bulbouretrales.
- Glándulas uretrales o glándulas periuretrales o glándulas de Littre: generan una mucosa con oxitocina que protege y lubrica las paredes de la uretra y se incorpora al semen durante la eyaculación.[17]

Cuando se realiza una prostatectomía radical en caso de un cáncer de próstata, se extirpa la próstata, las vesículas seminales y se ligan los conductos deferentes. El semen producido en las gónadas masculinas se acumula en el epidídimo y en los conductos deferentes, reabsorbiéndose allí mismo.

## Comportamiento sexual y semen
Todos los comportamientos sexuales que conllevan el contacto del semen con la vulva o la vagina directamente, sin entrar en contacto con el aire, pueden provocar un embarazo. Entre los métodos anticonceptivos que evitan este contacto se encuentran:
- La vasectomía
- El profiláctico o preservativo

En algunas culturas se le ha atribuido al semen propiedades especiales de masculinidad, hasta tal punto que en algunos pueblos del Pacífico Sur creían que la ingestión de semen por los adolescentes era necesario para adquirir la maduración sexual. Sin embargo, esta práctica puede transmitir múltiples enfermedades de transmisión sexual si el emisor las padece.

## Fracciones del semen en la eyaculación
Durante la eyaculación, pueden distinguirse cuatro diferentes fracciones:
- Fracción preeyaculatoria: esta fracción corresponde del 10 % al 15 % del volumen total, es de consistencia mucosa, transparente y presenta pocos espermatozoides. Procede de las secreciones de las glándulas de Cowper y Littre. La acción de esta fracción es hacer más resbaladizo el canal de la uretra.[25]
- Fracción previa: es fluida y sigue sin presentar espermatozoides ya que presenta un pH ácido, elevada concentración de fosfatasa ácida y ácido cítrico, y estas no son unas condiciones óptimas para el desarrollo de los gametos masculinos. Procede de la próstata.[25] Representa entre el 13 % y el 33 % de la fracción total.
- Fracción principal: presenta elementos líquidos y gelatinosos. Procede del epidídimo y de los conductos deferentes. Es la fracción que contiene a los espermatozoides. Representa entre el 5 % y el 10 % de la fracción total.[25]
- Fracción terminal: de consistencia gelatinosa o coloide. Procedente de las vesículas seminales. Tiene un pH alcalino y fructosa, razón por la cual hay presentes espermatozoides, aunque la mayoría inmóviles. Contiene fructosa que es el principal nutriente de los espermatozoides. Representa entre el 50 % y el 80 % de la fracción total.[25] Al presentar esta fracción un pH alcalino y ser la más abundante en volumen, es una de las causas por las que el pH es básico.

## Obtención de muestras de semen
La obtención de una muestra de semen es el primer paso del espermiograma. La abstinencia sexual óptima para la obtención de muestras de semen es de 2-7 días, ya que a partir de ahí el porcentaje de espermatozoides muertos es más alto. La primera forma de obtener la muestra de semen es a través de la masturbación, y el mejor lugar para obtenerla es en la misma clínica, ya que así evitamos cambios de temperatura durante el transporte, que pueden resultar letales para algunos espermatozoides (también es posible obtener la muestra durante una relación sexual haciendo uso de un preservativo especial).
Una sola muestra de semen no es determinante para el diagnóstico de la enfermedad, por lo que tenemos que analizar 2 muestras diferentes con un intervalo entre ellas de 7 días a 3 meses, ya que la producción de espermatozoides es un proceso cíclico. Además, también cabe la posibilidad de la pérdida de la muestra, y que podría enmascarar los resultados reales del espermiograma. Por otra parte, también puede influir en la calidad del semen que el hombre haya sido sometido a situaciones de gran estrés. Por esto con una única muestra de semen no podemos afirmar nada.
Para obtener la muestra, tenemos que introducirla directamente en un recipiente de plástico estéril, siempre no más de 1 hora antes de ser estudiada. Como ya se ha comentado, nunca debemos utilizar preservativos convencionales, ya que tienen sustancias químicas como lubricantes o espermicidas que podrían dañar la muestra. Si necesitamos usar preservativos, usaremos un preservativo especial. En caso de paraplejía es posible utilizar herramientas mecánicas o electroeyaculación o estimulación vibratoria.
La muestra nunca debe obtenerse mediante coitus interruptus por varias razones:
- Podría perderse parte de la eyaculación.
- Podría producirse contaminación bacteriana.
- El pH ácido de la vagina podría ser perjudicial para la motilidad de los espermatozoides.
También es muy importante etiquetar correctamente al destinatario con identificación del paciente, fecha, hora, días de abstinencia, entre otros datos necesarios a conocer. 
Además, en primera instancia, todas las muestras son tratadas como contaminadas, siendo obligatorio un estudio serológico previo a su análisis, con la finalidad de descartar la presencia de enfermedades contagiosas como VIH o hepatitis. 

### Obtención de muestras en casos especiales
- INHIBICIÓN PSICOLÓGICA: En estos casos se puede tratar mediante psicoterapia, estimulación mediante drogas (viagra), obtener la muestra mediante relaciones sexuales  con preservativos especiales sin lubricantes ni espermicidas (en caso de limitaciones religiosas, deberíamos utilizar un SCD, o Dispositivo de Recolección Seminal, como preservativos con agujeros), o, en última instancia, obtener espermatozoides directamente de una biopsia.

- LESIÓN NEUROLÓGICA: se puede tratar mediante vibroestimulación o electroestimulación. También se puede obtener la muestra realizando una aspiración/biopsia de epidídimo o testículo (método más eficaz).

- EYACULACIÓN RETRÓGRADA: Este tipo de eyaculación ocurre cuando existe un defecto en la próstata, por lo que la muestra no se eyacula al exterior sino a la vejiga. Entonces, en ese caso, lo que tenemos que hacer para obtener la muestra es:

1. Ingesta de bicarbonato (unos 25 gramos), la noche anterior de la mañana de la obtención de la muestra. Esto neutralizará la orina ácida y la volverá alcalina, un pH cercano al del semen, para que los espermatozoides puedan sobrevivir al llegar a la vejiga.
2. Antes de la masturbación tenemos que orinar para vaciar la vejiga. Esto debe ir al primer tarro.
3. Inmediatamente después, el sujeto debe masturbarse y eyacular, al ser eyaculación retrógrada, esta irá a la vejiga. Entonces, luego se obtiene una nueva muestra de orina (que, en este caso contiene eyaculación) que se almacenará en el segundo tarro.
4. Finalmente tenemos que obtener la siguiente orina para la posible fracción de eyaculación, que se almacenará en el tercer recipiente. Esto puede contener la fracción más importante.

## Aspectos sociales y culturales

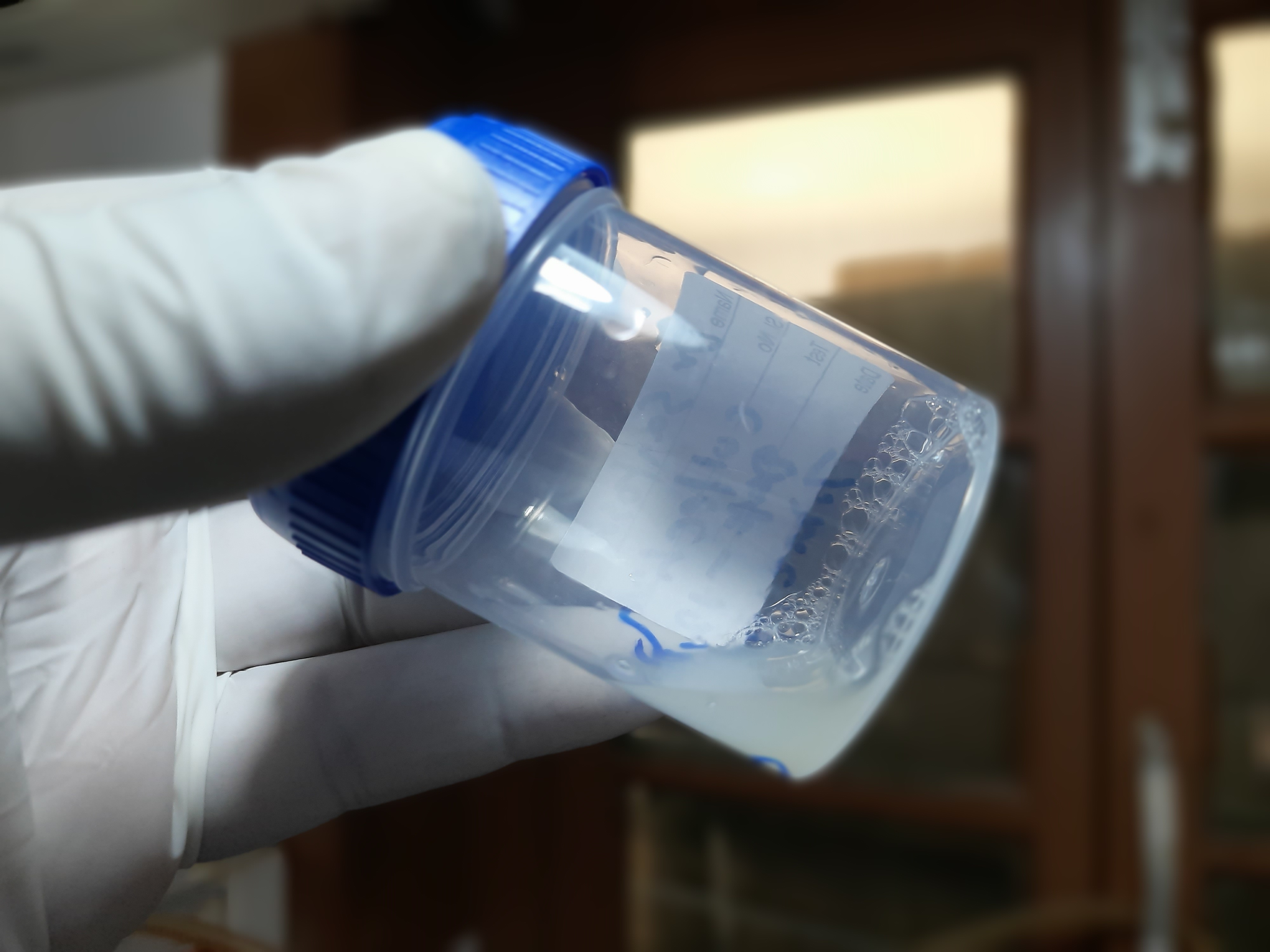
Muestra de semen recogida para su análisis

### Qigong
El qigong y la medicina china hacen mucho hincapié en una forma de energía llamada 精 (pinyin: jīng, también un morfema que denota «esencia» o «espíritu»), que se intenta desarrollar y acumular. «Jing» es energía sexual y se considera que se disipa con la eyaculación, por lo que la masturbación se considera un «suicidio energético» entre quienes practican este arte. Según la teoría del Qigong, la energía de muchas vías/meridianos se desvía y se transfiere a los órganos sexuales durante la excitación sexual. El orgasmo y la eyaculación subsiguientes expulsarán finalmente la energía del sistema por completo. El proverbio chino 一滴精，十滴血 (pinyin: yì dī jīng, shí dī xuè, literalmente: una gota de semen equivale a diez gotas de sangre) ilustra este punto.
El término científico para semen en chino es 精液 (pinyin: jīng yè, literalmente: fluido de esencia/jing) y el término para esperma es 精子 (pinyin: jīng zǐ, literalmente: elemento básico de esencia/jing), dos términos modernos con referentes clásicos.